# Daniël Smulders
Daniël Smulders (Heeze, 1 maart 1975) is een Nederlands radiopresentator, diskjockey en voice-over.

## Radio
Smulders begon zijn carrière bij diverse lokale discotheken en bij regionale radiozenders. In 1999 kwam hij bij Noordzee FM terecht en presenteerde daar diverse programma's en was hij assistent programmadirecteur.
In juli en augustus 2005 presenteerde Smulders tijdelijk de ochtendshow van 6.00 tot 10.00 uur samen met Hannelore Zwitserlood. Noordzee FM was overgenomen door De Persgroep, die per 1 september 2005 de zender Q-music ging starten op de frequenties van Noordzee FM. In die twee maanden was er een tijdelijke zomerprogrammering onder de noemer Noordzee Summertime.
Bij Q-music werd hij opnieuw assistent-programmadirecteur. Binnen Q-music heeft Smulders in 2005 het radiostation Radio Bembem opgezet, gericht op kinderen in de leeftijd van 3 t/m 9 jaar. Radio Bembem is begonnen als internetstation en was op de analoge en digitale kabel te ontvangen. In 2009 is dit project gestopt.
Van oktober 2006 tot en met halverwege maart 2013 was hij tevens op Q-music te horen op zaterdag en zondag in de ochtend vanaf 7.00 uur (van april 2010 tot mei 2011 van 9.00 tot 12.00 uur). Hij presenteerde onder andere Best of Q.
Vanwege privéomstandigheden stopte hij met presenteren in het weekend van Qmusic. Wel bleef hij achter de schermen bij Q-music werkzaam. Hij begeleidt de radiotalenten van het Q-college, maakte onderdeel uit van het strategisch team, de muziekredactie en draait op de feesten en partijen van Q-music.
Daniel heeft een onderneming dat mediabedrijven helpt met hun toekomststrategie.
Sinds 8 januari 2018 presenteert hij de ochtendshow op Qmusic Limburg. Sinds oktober 2020 is hij tevens te horen op Jumbo Radio, het radiostation van Jumbo Supermarkten. Deze bedrijven ondersteunt hij ook met strategisch advies en de uitwerking van toekomstplannen.
Vanaf maart 2023 is Smulders ook te horen op radiozender Joe 70's & 80's. Hij presenteert onder andere de Joe 70's & 80's Top 1000, de 80's Lunch, en ook op andere uren op de werkdag. Daarnaast is hij betrokken bij de strategische plannen van de radiozender.
Vanaf 1 september 2023 presenteert Daniel van 10.00 tot 13.00 op Joe met tussen 12.00 en 13.00 de 80's Lunch. Dit deed hij in 2025 ook in de week van 28 april t/m 1 mei. Deze week nam hij over van Timur Perlin die in die week de middagshow van Kai Merckx overnam die een week meivakantie nam.

## Voice-over
Smulders spreekt reclameboodschappen in voor radio en tv, bedrijfsfilms, uitleganimaties en productpresentaties. Daarnaast is hij voice-over van de volgende tv-programma's:
- Discovery Channel ( als station-voice)
- Dierz (RTL 4)
- Dolfijnen in de hoofdrol (RTL 4)
- Wie is de reisleider? (RTL 4)
- Te dik (SBS6)
- Een huis vol honden (SBS6)
- Beat the top designer (Net5)
- Red mijn verbouwing (SBS6)
- Beauty and the beast (Net5)

## FIFA (computerspel)
Daniel Smulders is in FIFA22 en FIFA23 te horen als de Nederlandse stadionspeaker

## Privé
Daniel Smulders heeft drie kinderen en is weduwnaar. In 2014 is zijn vrouw overleden aan de gevolgen van een hersentumor. Naar aanleiding hiervan heeft hij in 2017 Stichting WeesGelukkig mede opgericht. Deze Stichting motiveert kinderen die één of beide ouders hebben verloren om het leven te beleven door hun grootste wens uit te laten komen. 